# 1408 Trusanda
1408 Trusanda (1936 WF) là một tiểu hành tinh vành đai chính được phát hiện ngày 23 tháng 11 năm 1936 bởi K. Reinmuth ở Heidelberg.